# Los Cardencheros de Sapioriz

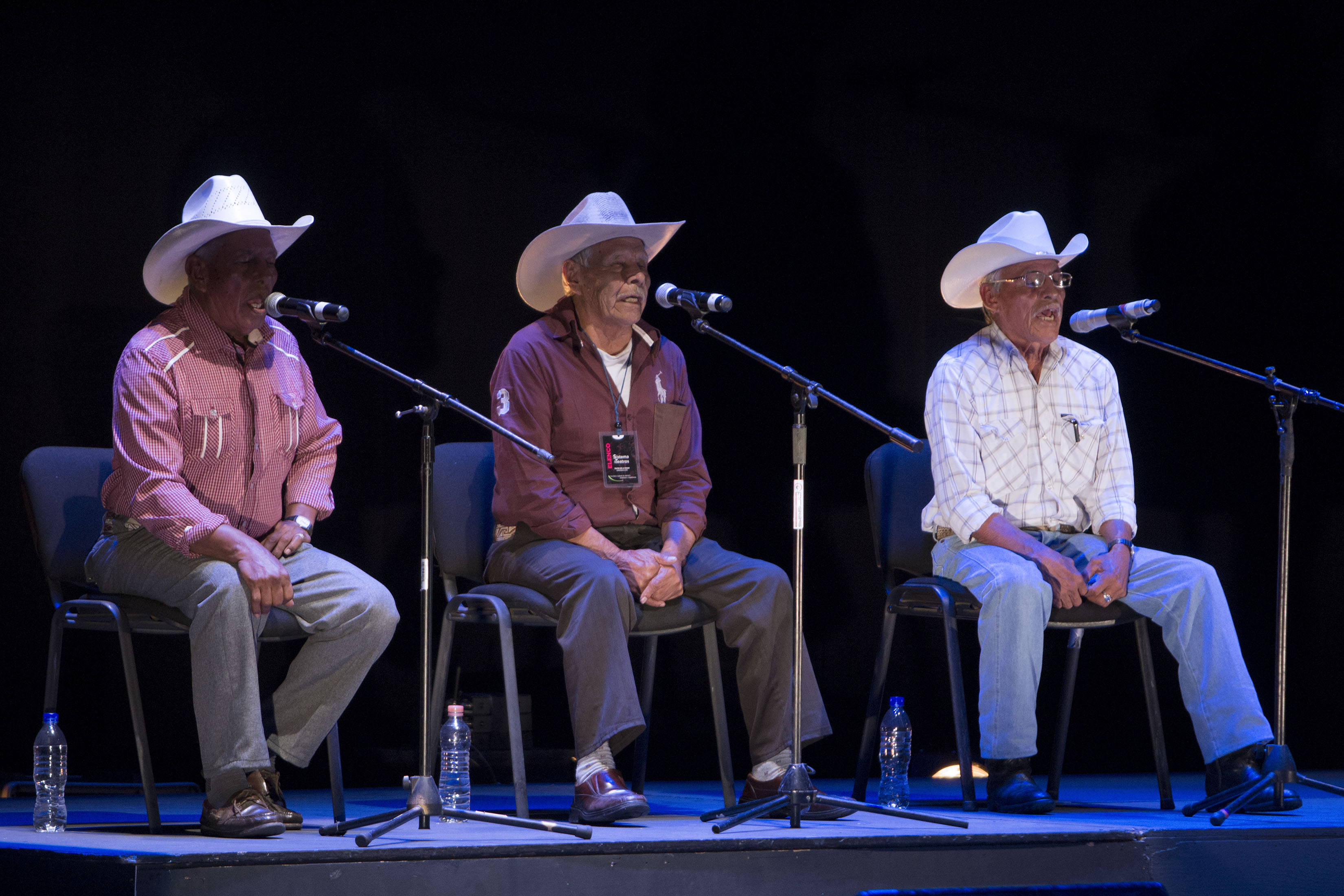
Los Cardencheros de Sapioriz en concierto en el Teatro de la Ciudad.

Los Cardencheros de Sapioriz son un cuarteto de cantantes a capela del género denominado canto cardenche. Su nombre se deriva del origen de sus integrantes, oriundos de Sapioriz, Durango.

## Integrantes
Originalmente estaba conformado por Guadalupe Salazar Vázquez en la voz fundamental, Fidel Elizalde en la voz contralta, Antonio Valles Luna en la voz de arrastre y Genaro Chavarría Ponce en la voz requinta; este último falleció el 30 de julio de 2018 a los 82 años. Los cuatro trabajaban como campesinos en Sapioriz, Durango.

## Historia
Los miembros de Los Cardencheros de Sapioriz se conocieron en su juventud, en Sapioriz, Durango, a partir de la afinidad que poseían por la música mexicana, en especial los géneros de ranchera y corridos. Sus familiares y vecinos influenciaron en que comenzaran con el estilo cardenche. Usaban las canciones y la música para aliviar sus penas: “Nos emborrachábamos y cantábamos con canciones de la época, no tocábamos instrumentos. Como no había luz eléctrica y estaba todo oscuro, nos echábamos un trago. Decíamos: ‘Vamos a la casa de Fulano para cantar canciones’. Había señores que nos decían que nos salían bien que por qué no cantábamos cardenche”.
Sobre las canciones que interpretan, señalan que ni siquiera sus padres sabían quiénes las habían compuesto, pero corresponden al canto de los peones de las haciendas en la Comarca Lagunera. Su repertorio cuenta con unas cuarenta canciones de las 100 que heredaron de sus antepasados. El canto cardenche es cantado como una melodía polifónica, y cada uno de los integrantes ejecuta una voz en distinta tesitura; sin embargo, los miembros de los Cardencheros de Sapioriz, desconocen porque se canta así, aunque según Guadalupe Salazar, puede estar relacionado con los cantos franciscanos.

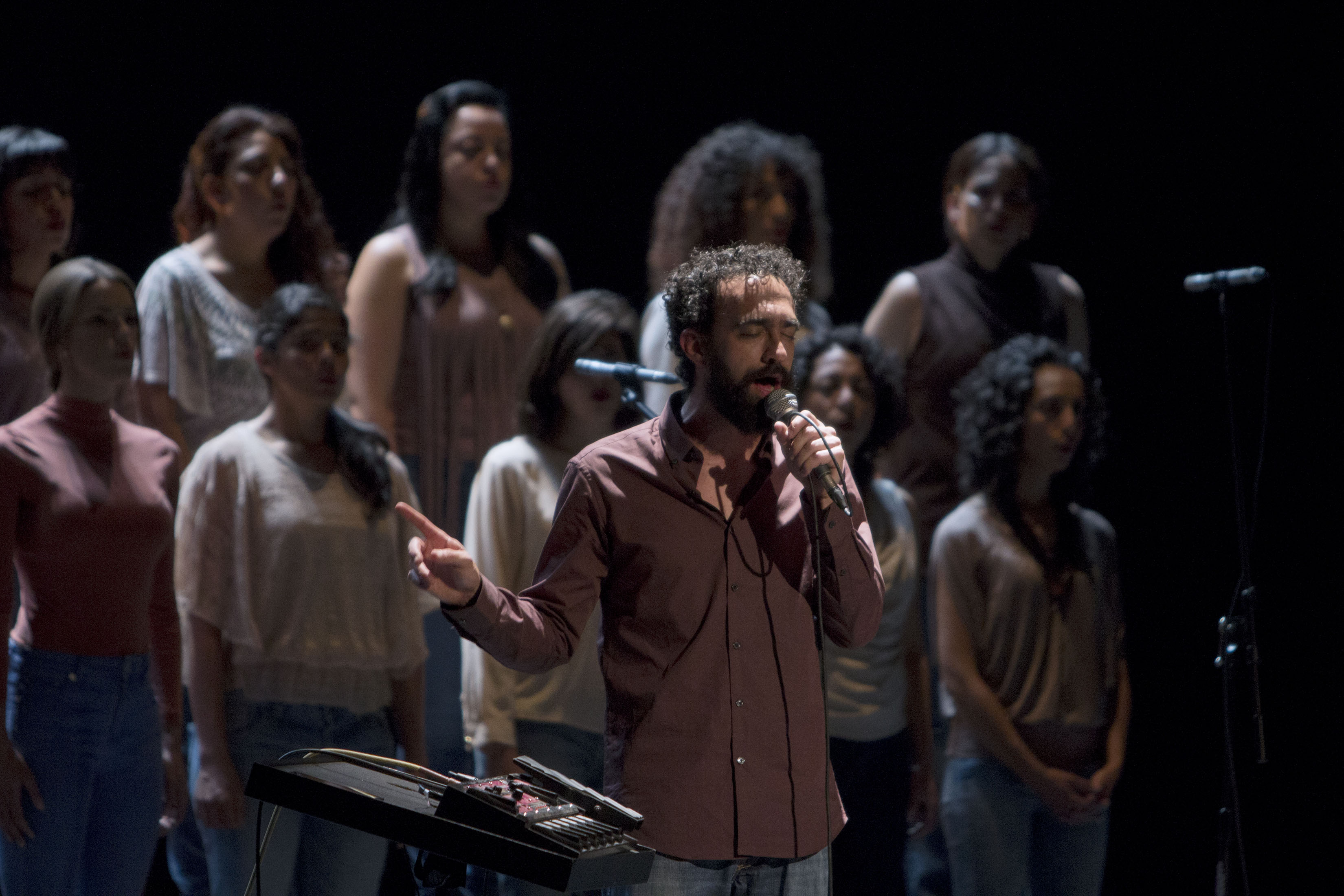
Juan Pablo Villa con el Coro Acardenchado.

El cantante Juan Pablo Villa viajó en 2006 a la región lagunera para conocer a los Cardencheros de Sapioriz, y que le permitieran cantar sus canciones, las cuales comenzó a interpretar con su propio estilo y a dar a conocer en el resto del país. Como él mismo lo señala:

Antes de irme les pedí permiso para usar sus canciones. Ellos me lo dieron con mucho gusto; en agradecimiento, yo les canté mi interpretación de Al pie de un árbol, uno de los cardenches que después incluí en mi disco.
Juan Pablo Villa

Más tarde, el propio Villa creó el Coro Acardenchado, retomando canciones tradicionales cardenches con un estilo contemporáneo.
Han sido invitados a distintos festivales y eventos de México y el extranjero, como el Festival Smithsoniano de las Culturas Populares, en Washington y el Festival de Otoño en París, Francia.
Desde hace algunos años, Los Cardencheros de Sapioriz han realizado un taller de la tradición del canto cardenche en su comunidad; sin embargo, señalan que no ha sido fácil, pues las personas no son constantes. Sin embargo, también señalan que los jóvenes cada vez están más interesados en este tipo de canto como forma de exprsión.
En el año 2018, Marta Ferrer realizó el documental A morir a los desiertos, la cual cuenta la historia del canto cardenche a través de las narraciones de Los cardencheros de Sapioriz.
En mayo de 2019, Ofelia Elizalde, hermana de Fidel, se integró a Los Cardencheros de Sapioriz, para completar el cuarteto. Ella señala que aprendió el canto de sus padres: “Cuando éramos niños no teníamos radio o tele y en lugar de despertar para ver caricaturas como ahora, lo hacíamos cuando entonaban las canciones”.
El 4 de junio de 2022, Fidel Elizalde García, integrante de Los Cardencheros de Sapioriz, y premio Premio Nacional de Ciencias y Artes (2008), falleció. Además de cantante, Fidel era albañil y campesino. En su Facebook sus compañeros lo despidieron y compartieron la importancia de su voz para la tradición musical que difunden y protegen.

## Discografía
- Un amor pendiente, Edición independiente, 2015. Producido por Todd Clouser.

## Premios y reconocimientos
- Premio Nacional de Ciencias y Artes en la categoría de Artes y Tradiciones Populares, 2008.[13]